# Mariä Himmelfahrt (Marzell)

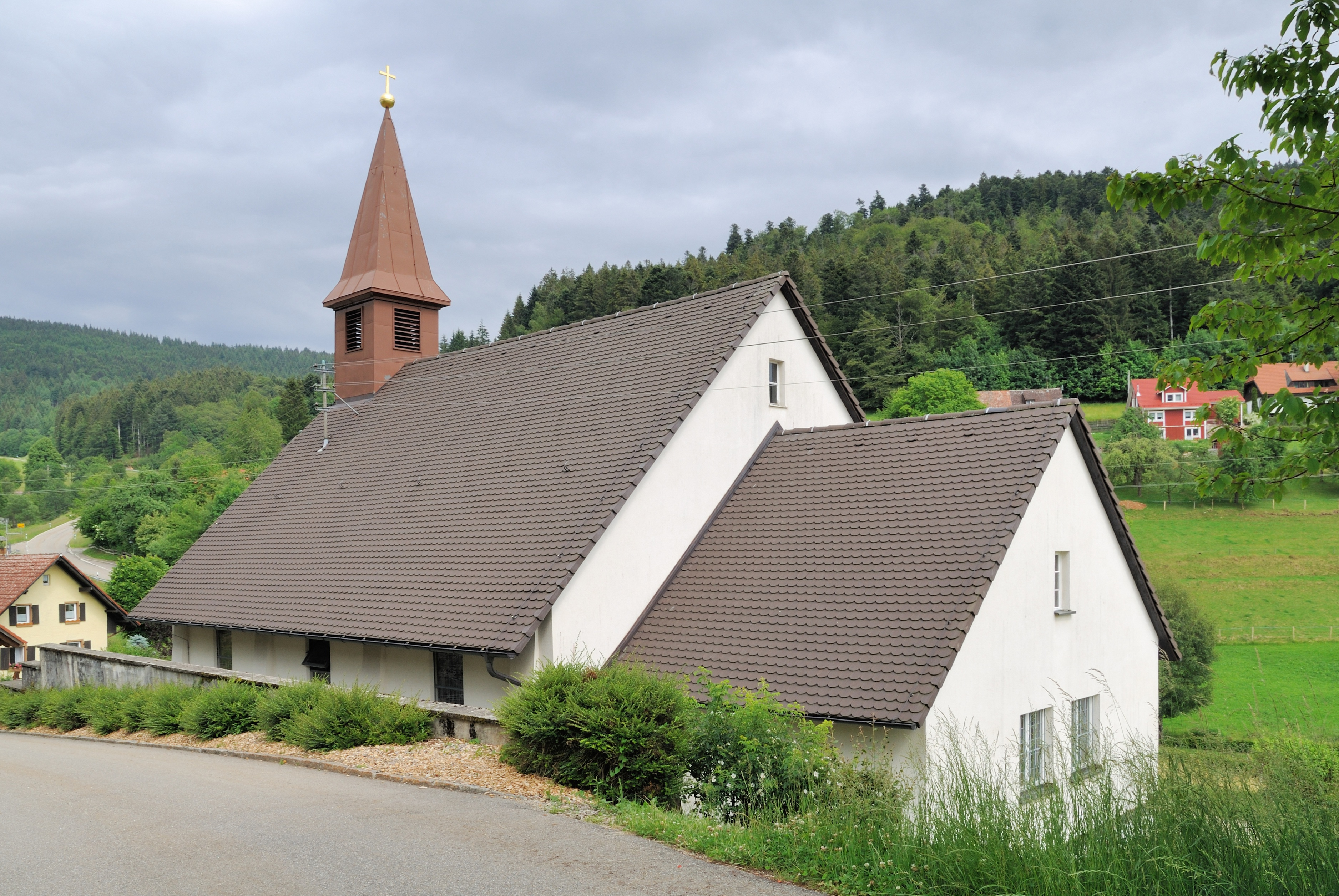
Katholische Kirche Mariä Himmelfahrt

Die Katholische Kirche Mariä Himmelfahrt im Ortsteil Marzell der Gemeinde Malsburg-Marzell im Landkreis Lörrach ist eine in den 1950er Jahren erbaute Filialkirche.

## Geschichte
Die nach dem Freiburger Architekten Richard Gleissle entworfene Kirche wurde von 1953 bis 1954 erbaut. Sie wurde am 19. April 1954 durch Generalvikar Simon Hirt geweiht. Die ursprüngliche Verglasung, die neben der Darstellung des Pfingstgeschehens, der Geburt Christi, Mariä Himmelhaft auch die heilige Familie und Marä Verkündigung im Nazarener-Stil zeigt wurde 1967 zugunsten einer schlichten Bleiverglasung ersetzt.

## Beschreibung
Der rechteckige Saalbau mit Satteldach hat über ihrem Ostgiebel einen Dachreiter, der von einem Pyramidendach, einer Turmkugel und einem Kreuz bekrönt wird. Der Dachreiter hat zu jeder Seite eine Schallöffnung. An den Längsseiten des Langhauses befinden sich zwischen den drei rechteckigen Fenstern leicht angedeutete Stützpfeiler. Über dem durch ein Pultdach geschützten Haupteingang an der Ostfassade befindet sich ein Rundfenster. Im Westen befindet sich ein eingezogener, quadratischer Anbau mit Satteldach, in welchem die Sakristei untergebracht ist.
Im Altar steht eine gotische Kreuzigungsgruppe, die ursprünglich in der Katholischen Kirche St. Franz von Sales in Kandern stand und eine Leihgabe des Augustinermuseum ist.
Im Dachreiter befinden sich zwei Kirchenglocken aus Bronze: 
- Die größere f″-Glocke wurde 1983 von der Glockengießerei Bachert gegossen; bei einem Durchmesser von 583 mm wiegt sie 111 kg.
- Die kleinere gis″-Glocke wurde 1905 von der Benjamin Grüninger gegossen; bei einem Durchmesser von 445 mm wiegt sie etwa 55 kg.